# Апухтин (хутор)
Апу́хтин — хутор в Красногвардейском районе Белгородской области. Входит в состав Ливенского сельского поселения.

## География
Хутор находится на расстоянии 15 км к юго-западу от города Бирюч, административного центра района.

### Часовой пояс
Хутор Апухтин, как и вся Белгородская область, находится в часовой зоне МСК (московское время). Смещение применяемого времени относительно UTC составляет +3:00.

## Население
| 2002 | 2010 |
| ---- | ---- |
| 28   | ↘26  |